# Irina Yarotska
Irina Yarotska (Kiev, Ucrania, 29 de agosto de 1985) es una gimnasta artística ucraniana, medallista de bronce mundial en 2002 en el ejercicio de barra de equilibrio.

## 2002
En el Mundial celebrado en Debrecen (Hungría) gana el bronce en la prueba de la barra de equilibrio, tras la estadounidense Samantha Sheehan (oro) y la rumana Oana Ban (plata).